# Georges Paléologue (hétériarque)
Georges Paléologue Doukas Comnène (en grec : Γεώργιος Παλαιολόγος Δούκας Κομνηνός, vers 1125 - 1167-1168) est un aristocrate byzantin de haut rang et un diplomate du XIIe siècle. Proche de la famille régnante des Comnènes, il a le rang de sébaste et détient l'office de grand hétériarque. Son fils, Alexis Paléologue, est brièvement l'héritier d'Alexis III Ange et son arrière-petit-ils, Michel VIII Paléologue, est le fondateur de la dernière dynastie régnante sur l'Empire byzantin.
Il dirige plusieurs missions diplomatiques au profit de Manuel Ier Comnène, tant au sein de l'Empire qu'à l'extérieur. Seules ses missions à Jérusalem et en Hongrie, liées à des souhaits d'alliances matrimoniales, sont bien attestées. Par ailleurs, il fonde une église et un monastère richement décorés.

## Biographie
Georges Paléologue est issu d'une famille déjà très influente. Son père, Alexis Paléologue, est le troisième fils de Georges Paléologue, un général de l'empereur Alexis Ier Comnène et sa mère, Anne Doukas, est une soeur de l'impératrice, Irène Doukas. La mère de Georges s'appelle probablement aussi Anna. Elle est la petite-fille d'Adrien Comnène, une jeune frère d'Alexis Ier et de Zoé Doukas, elle-même fille de l'empereur Constantin X Doukas, ce qui explique l'usage du patronyme Doukas par Georges Paléologue, qui ajoute aussi celui de Comnène. De ce fait, ses contemporains s'y réfèrent souvent comme à un Comnènedoukas,.
Il détient le titre de sébaste, un titre honorifique réservé aux membres les plus importants de la cour impériale et occupe la fonction de grand hétériarque. Ces nominations interviennent vraisemblablement au début du règne de Manuel Ier (1143-1180).
Si l'office de grand hétériarque est d'origine militaire, Georges Paléologue est seulement connu pour sa carrière diplomatique. En 1162, il dirige une ambassade en Hongrie pour négocier le mariage de la fille de Manuel Ier, Marie Comnène au prince hongrois Béla III et escorter ce dernier à Constantinople. Il mène une mission similaire auprès du royaume de Jérusalem en 1167, escortant la nièce de Manuel, Marie Comnène (homonyme de la précédente) pour qu'elle épouse le roi Amaury Ier de Jérusalem.
Georges Paléologue est aussi attesté comme participant au concile des Blachernes de mars 1166. Il a une activité de mécène et dédie une peinture à l'archange Saint-Michel dans une église à Sofia le représentant avec son fils aux côtés du saint. Il fonde aussi un monastère dédié à la Vierge Théotokos qui comprend des portraits d'empereurs et des peintures célébrant les succès militaires de Manuel sur les Hongrois.
Il meurt entre 1167 et 1170, date à laquelle est mentionné son successeur, Jean Doukas, comme grand hétériarque. Une lettre de l'archevêque Eustathe de Thessalonique à Jean Doukas alors qu'il occupe déjà cette fonction, pourrait remonter à 1168. La mort de Georges Paléologue interviendrait alors entre fin 1167 et début 1168. Selon Léon Megistos, il tombe malade à Andrinople, de retour d'une mission diplomatique en Hongrie. Cette mission a pu intervenir après la prise de Sirmium par Manuel en 1167.

## Famille
Georges Paléologue meurt avant sa femme, avec qui il a plusieurs enfants. Ils se sont probablement mariés vers 1145 et trois enfants sont connus, dont deux fils et une fille. Seul l'un d'entre eux, Alexis, est connu par son nom et il devient l'héritier présomptif de l'empereur Alexis III Ange (1195-1203) jusqu'à sa mort en 1203. La fille d'Alexis, Théodora, épouse le grand domestique Andronic Paléologue et ils ont plusieurs enfants, dont le futur empereur Michel VIII Paléologue. Selon Konstantinos Varzos, il est possible que le deuxième fils de Georges Paléologue soit le protosebastohypertatos Andronic Paléologue Doukas Comnène, un parent de l'empereur Isaac II Ange,.